# Hypoestes setigera
Hypoestes setigera är en akantusväxtart som beskrevs av Raymond Benoist. Hypoestes setigera ingår i släktet Hypoestes och familjen akantusväxter. Inga underarter finns listade i Catalogue of Life.